# أحمد العلاطي
أحمد زارع العلاطي  (مواليد 28 ديسمبر 1995) هو لاعب كرة قدم سعودي.

## مسيرة اللاعب
لعب سابقاً في نادي الحوراء ونادي الأنصار ونادي أحد ونادي البكيرية.